# Жулиен Гракх
Жулиен Гракх (на френски: Julien Gracq, [ʒy.ljɛ̃ gʁak]) е френски писател.
Роден е като Луи Поарие на 27 юли 1910 година в Сен Флоран льо Вией (днес част от Мож сюр Лоар) в семейството на търговец на галантерия. През 1934 година завършва география и история, след което до пенсионирането си през 1970 година работи като гимназиален учител. През 1938 година публикува първата си книга – силно повлияния от сюрреализма роман Au château d'Argol, който привлича вниманието на влиятелния писател и критик Андре Бретон. По време на Втората световна война е военнопленник. През 1951 година издава най-успешния си роман – „Бреговете на Сирт“ (Le Rivage des Syrtes).
Жулиен Гракх умира на 22 декември 2007 година в Анже.